# Mountbatten Pink

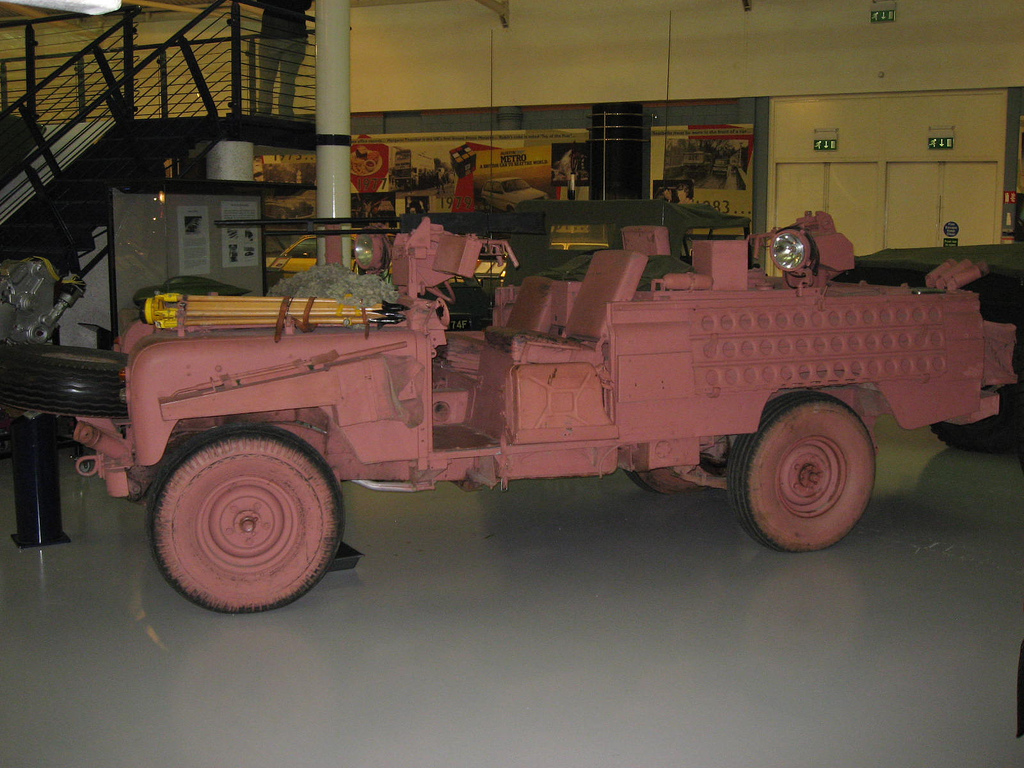
Land Rover des SAS in einer dem Mountbatten Pink ähnlichen Tarnfarbe

Mountbatten Pink, auch Plymouth Pink ist eine Marinetarnfarbe, die im Farbton der Mauve erinnert. Sie wurde erstmals von Lord Louis Mountbatten bei der britischen Royal Navy im Zweiten Weltkrieg verwendet. Nachdem Mountbatten bemerkte, dass ein Schiff der Union-Castle-Line mit einer ähnlichen Tarnfarbe aus dem Blickfeld verschwand, trug er die Farbe auf seine eigenen Schiffe auf, im Glauben die Farbe würde seine Schiffe in der Morgen- und Abenddämmerung schwer erkennbar machen. Obwohl die Farbe allenfalls einen anekdotischen Erfolg hatte, wurde sie von Experten bestenfalls als gleichwertig mit neutralen Grautönen beurteilt und würde Schiffe mit dieser Farbe im schlimmsten Fall deutlicher hervortreten lassen.

## Geschichte
Als Lord Mountbatten 1940 einen Konvoi eskortierte, bemerkte er, dass ein Schiff der Gruppe viel früher als der Rest aus dem Blickfeld verschwand. Das Schiff der Union-Castle-Liner war lavendelviolettgrau gestrichen. Mountbatten war von der der Wirksamkeit der Farbe als Tarnung in der Morgen- und Abenddämmerung, einer für Schiffe oft gefährlichen Zeit, überzeugt und ließ alle Zerstörer seiner Flottille mit einer ähnlichen Farbe streichen. Die Farbe erzielte er durch Mischen aus einem mittleren Grau mit einer kleinen Menge venezianischem Rot. Anfang 1941 begannen mehrere andere Schiffe dieselbe Tarnung zu verwenden, obwohl keine formalen Tests zur Wirksamkeit durchgeführt wurden.
Eine spätere Verfeinerung der grundlegenden Mountbatten-Pink-Tarnung war die Verwendung eines etwas helleren Farbtons für die oberen Strukturen der Schiffe. Bis Ende 1942 hatten jedoch alle Schiffe ab Zerstörergröße auf Mountbatten Pink verzichtet, wohingegen kleinere Schiffe diese Farbe möglicherweise bis weit in das Jahr 1944 hinein beibehielten. Das Hauptproblem der rosa Farbe des Mountbatten Pink war dessen Auffälligkeit um die Mittagszeit, wenn der Himmel nicht mehr rosa erschien und das traditionelle Schlachtschiffgrau viel unauffälliger war.
Auch die US Navy experimentierte mit ähnlichen Farbtönen, und mindestens ein Schiff, die USS Winslow, erhielt ein solches Farbschema.
Die deutsche Kriegsmarine experimentierte ebenfalls mit einem hellrosa Farbton. Im Verhörbericht der Royal Navy, zu der aus dem im April 1944 im Ärmelkanal gesunkenen Schnellboot S 147 der 9. Schnellboot-Flottille geretteten Besatzung, heißt es, dass sie den Rosaton des Bootes für wirksam hielten.

## Wirksamkeit
Eine der Anekdoten und möglicherweise apokryphen Geschichten, die zur Unterstützung von Mountbatten Pink erzählt wurden, war die Geschichte des Kreuzers HMS Kenya, die wegen ihrer rosa Mountbatten-Farbe The Pink Lady (deutsch: Rosa Dame) genannt wurde, das als Kommandoschiff während der Operation Archery einen Angriff auf Anlagen auf der Insel Vågsøy vor der norwegischen Küste leitete. Die Deutschen feuerten mehrere Minuten lang mit Küstengeschützen auf die Kenya, die jedoch nur leichte Schäden durch Fehltreffer erlitt. Dies wurde darauf zurückgeführt, dass die rosa Mountbatten-Rosa-Tarnung von der rosa Markierungsfarbe der deutschen Granaten nicht unterscheidbar war, wodurch die deutschen Späher nicht mehr zwischen Granatsplittern und dem Schiff unterscheiden konnten. Geschichten wie diese und persönliche Erfahrungen mit Schiffen, bei denen die Farbe aus dem Blickfeld verschwand, überzeugte viele Besatzungsmitglieder anderer Schiffe über die Wirksamkeit des Tarneffekts dieser Farbe.
Experten für Tarntechniken stellten fest, dass die Farbe Schiffe aufgrund des Purkinje-Effekts auffälliger machen kann. Sie bemängelten auch ungünstige Mischungen der Farbtöne, bei denen mehr Rot als beabsichtigt enthalten ist, da Schiffe in fast jeder Lichtstufe mit auch nur dem geringsten Rot-Tönen mehr Aufmerksamkeit auf sich lenken als solche mit entsprechenden Blau-Tönen. Ein Handbuch der Admiralität kam zu dem Schluss, dass die Farbe bei der Tarnung auf See weder mehr noch weniger wirksam sei als neutrale Grautöne in gleichwertigem Farbton, und ein nur leicht erhöhter Rotanteil den Tarneffekt eher behindert als fördern würde.